# Dom Pod Jeleniem (Warszawa)
Dom Zakładu Wzajemnego Ubezpieczenia Izby Lekarskiej Warszawsko-Białostockiej (też Dom Pod Jelonkiem) – budynek mieszkalno-biurowy na rogu ulic Tamka i Smulikowskiego w Warszawie. Jest obiektem objętym ochroną konserwatorską. Zaprojektowany przez znanego polskiego architekta Bohdana Pniewskiego i zbudowany w latach 1937–1938, stanowi wybitny przykład polskiego modernizmu i funkcjonalizmu romantycznego lat 30. XX wieku. Charakterystyczną cechą jest płaskorzeźba jelenia na wykuszu domu, stworzona przez Józefa Klukowskiego, która stała się symbolem budynku. W domu mieszkało kilka znanych osobistości: Iwo Gall i Irena Romanowska. Podczas powstania warszawskiego budynek został poważnie uszkodzony i stracił znaczną część kamiennej fasady.

## Historia

### Kontekst historyczny przed 1937 rokiem
Do połowy XIX wieku na miejscu obecnego budynku płynęła rzeka Wisła. Jej naturalne koryto było zmienne i często powodowało katastrofalne powodzie, z których szczególnie niszczycielska miała miejsce w 1844 roku. Po tym wydarzeniu władze podjęły decyzję o szeroko zakrojonej regulacji koryta rzeki, co pozwoliło zapobiec dalszym zalaniom i otworzyło znaczne tereny pod dalszą zabudowę.
Po zmianie koryta Wisły i przeprowadzeniu prac urbanistycznych na odzyskanym terenie rozpoczęła się intensywna zabudowa. Na miejscu domu przed jego budową znajdował się niewielki budynek gospodarczy z przybudówką. Dzielnica Powiśle, wówczas uważana za przemysłową z biednymi kwartami robotniczymi, stopniowo zaczęła przyciągać uwagę urbanistów i deweloperów. Plany modernizacji Warszawy, opracowane w latach 30. XX wieku, zakładały transformację dzielnicy w bardziej prestiżową strefę mieszkalną. W tym okresie zaczęto tu wznosić nowoczesne budynki mieszkalne, skierowane do klasy średniej i wyższej.

Widok na miejsce, gdzie powstanie dom, ok. 1935–1936

Jednym z takich projektów była budowa Domu Zakładu Wzajemnego Ubezpieczenia Izby Lekarskiej.

### Budowa i pierwotny projekt (1937–1938)
Budowa została rozpoczęta na zlecenie instytucji i była przeznaczona na jej potrzeby, w tym pomieszczenia biurowe oraz przewidziano pokój dla ochrony. Architektem był znany polski architekt Bohdan Pniewski. W momencie budowy budynek znajdował się pod adresem ul. Tamka 7.
Z rozwojem modernizmu nastąpiła całkowita zmiana wyglądu zewnętrznego wznoszonych budynków. Zwyczaj bogatego zdobienia fasad sztukaterią zanikł na rzecz okładzin – od płytek klinkierowych po piaskowiec i różne rodzaje tynków. Ważną rolę zaczęła odgrywać forma obiektu, osiągana dzięki odpowiedniemu użyciu materiałów; ten trend znalazł odzwierciedlenie także w tym narożnym, modernistycznym budynku o wysokości od 4 do 5 pięter, przedstawiającym dwa przecinające się bryły na zewnątrz i formę przypominającą książkę wewnątrz. Parter i fasada budynku mają wysokość do drugiego poziomu z wystającą krawędzią od strony ul. Tamka.

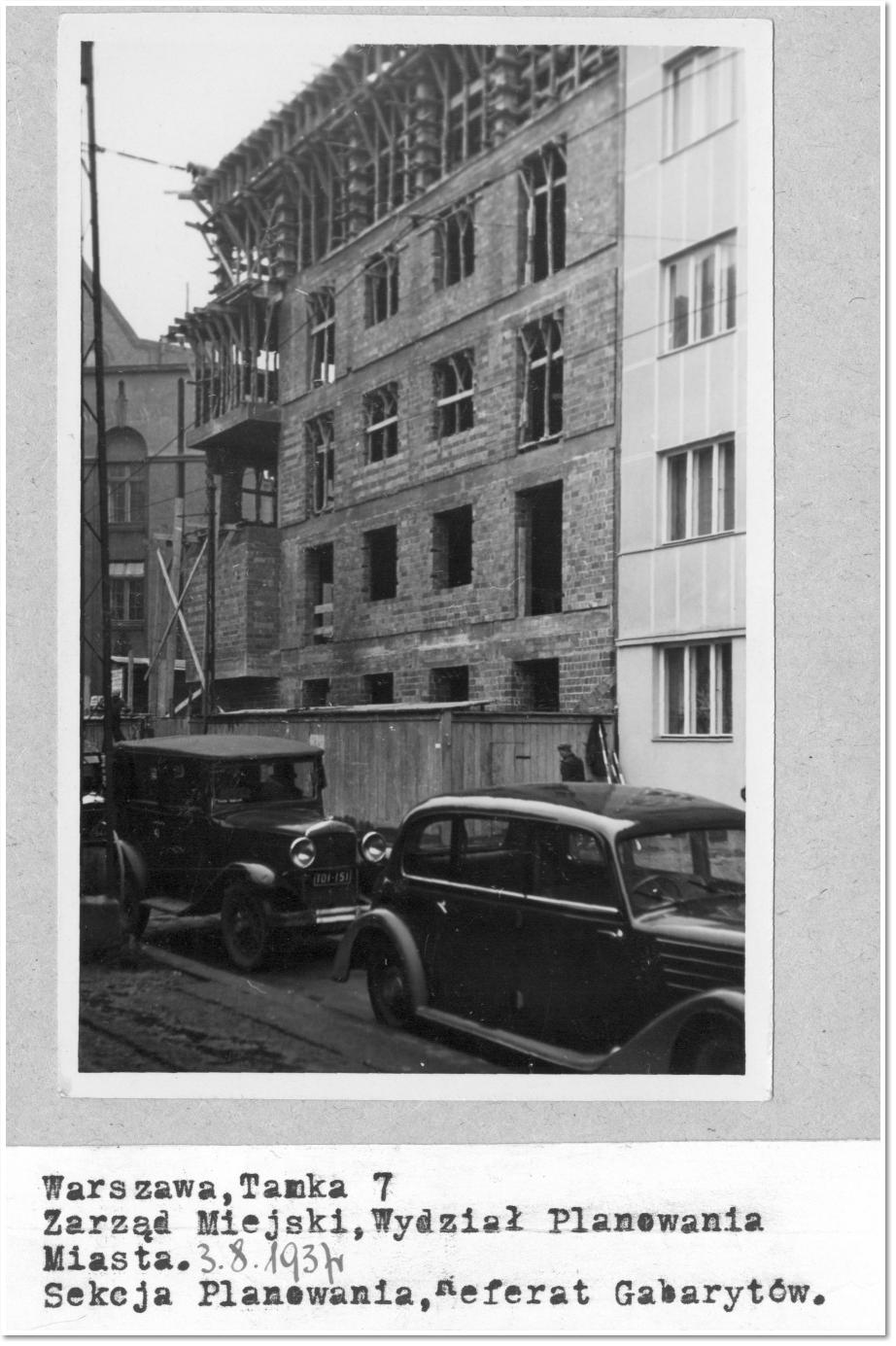
Budowa domu, 3 sierpnia 1937 r

Fasada była w całości obłożona kamieniem; w rachunkach wskazano dopłatę za szlifowanie kamienia na całej powierzchni, co zwiększyło koszt projektu. Łącznie użyto 716,17 m² szlifowanego kamienia okładzinowego. Wykończenie powierzchni ok. 300 m² gładkim szlifowanym piaskowcem wyceniono na 15 000–20 000 zł. Taki koszt świadczył o wysokich wydatkach związanych z tym rodzajem prac wykończeniowych, co czyniło go jedną z najdroższych okładzin w tamtym okresie. Użyto także 26,46 mb blokowego gzymsu z profilowanego i szlifowanego kamienia szydłowieckiego. W przejeździe zastosowano szlifowany kamień o grubości 5 cm, koloru żółtego. W przejeździe i na wykuszu zastosowano bloki o długości 10,13 mb. Do wykończenia cokołu od strony wewnętrznej użyto płyty o fakturze „łamanego” kamienia o grubości 15–20 cm. Ściany od strony podwórza oraz górne części domu na poziomie 5 piętra wykonano z użyciem szlachetnego tynku terrazzo. Na fasadzie od strony podwórza zastosowano zewnętrzne rury spustowe o kwadratowym przekroju z cynkowo-miedzianych stopów.
Fasadę zdobi płaskorzeźba z jeleniem autorstwa Józefa Klukowskiego, znajdująca się na wykuszu budynku. Charakterystyczne elementy tego projektu odzwierciedlają twórczość Pniewskiego, który wykorzystywał szlachetne materiały, grę formami i minimalistyczny dekor.

Płaskorzeźba jelenia zdobiąca fasadę

### II wojna światowa i Powstanie Warszawskie
Podczas okupacji mieszkała tu pielęgniarka Irena Romanowska, w której mieszkaniu przechowywano broń, przez pewien czas działała radiostacja oraz odbywały się tajne spotkania.
W budynku mieszkał również znany działacz teatralny Iwo Gall wraz z żoną Haliną. Podczas okupacji zorganizował w swoim mieszkaniu tajne studio dramatyczno-teatralne „Studio Iwo Galla”.
Ze wspomnień Iwo Galla: „1 września 1944 roku zostaliśmy zbombardowani i podpaleni. Siedem bomb burzących i kilkadziesiąt zapalających. Od 2 do 3 września ratowaliśmy go przed całkowitym spaleniem, ale po ponownym zajęciu elektrowni przez Niemców musieliśmy opuścić piwnice i schrony.”

### Odbudowa po wojnie

Dom po zniszczeniach, ok. 1945

Od 1947 roku zarządzanie budynkiem przeszło pod kontrolę PKO jako likwidatora Zakładu Wzajemnego Ubezpieczenia Izby Lekarskiej Warszawsko-Białostockiej.
Ponieważ dom należał do instytucji, która przeszła na własność państwa, i miał nowoczesną strukturę, podjęto decyzję o jego odbudowie w przedwojennej formie. Po wojnie fasada od strony ul. Tamka zachowała się do poziomu 2(3) piętra, fasada od strony ul. Smulikowskiego zachowała się do poziomu 1(2) piętra. Część fasady była przykryta prowizorycznym dachem. Fasada od strony podwórza zachowała się częściowo, w tym klatki schodowe do poziomu trzeciego piętra.
Pozwolenie na przeprowadzenie prac budowlanych związanych z odbudową obiektu uzyskano 15 listopada 1948 roku. Z rysunków odbudowy wynika, że projekt zakładał zachowanie oryginalnego wyglądu budynku z pewnymi odstępstwami, np. w nowym projekcie nie przewidziano balkonów francuskich od strony ul. Tamka. Wszystkie odbudowane piętra miały inną niż oryginalna aranżację, co widać po obecnych planach klatki schodowej powyżej 3 piętra.
Jednak prace odbudowy nie zostały w pełni zrealizowane, co potwierdzają archiwalne dokumenty. W raporcie o zakończeniu prac nad odbudową obiektu z 21 kwietnia 1950 roku wskazano: „Budynek przy ul. Tamka 5 obecnie składa się z 5 pięter, fasada obłożona płytami piaskowca i tynkiem. W latach wojny, w 1944–1945 roku, górne piętra budynku zostały częściowo zniszczone, w wyniku czego około 30% okładziny z piaskowca i tynku zostało utracone”. Komisja, która szczegółowo zbadała obiekt na miejscu, doszła do wniosku, że płytki, które jeszcze pozostały na fasadzie od strony ul. Tamka, zostały odbudowane tylko do poziomu okien 1(2) piętra, a górna część pozostała uszkodzona do krawędzi 2(3) piętra, a od strony ul. Smulikowskiego – od 2(3) piętra do dolnej krawędzi okien 1(2) piętra. Na fasadzie miejsca po zdjętych płytach kamiennych wypełniono cegłą. Zainstalowane płyty na fasadzie budynku planowano wzmocnić. Cała fasada budynku została otynkowana mieszanką wapienno-cementową z dodatkiem farby, która tworzyła efekt kamiennej okładziny. Górną część fasady w tynku, pozostawioną bez kamienia, oddzielono niewielkimi gzymsami. Balkony francuskie od strony ul. Tamka postanowiono zachować do poziomu 1(2) piętra w niezmienionej formie.

Plan odbudowy domu
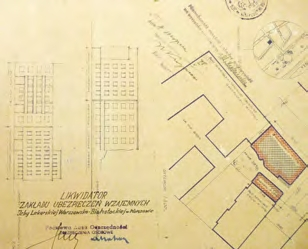
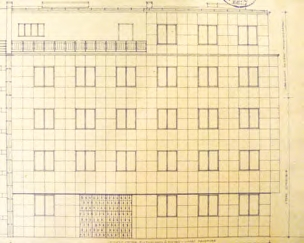
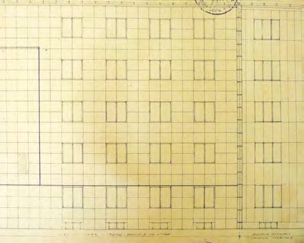
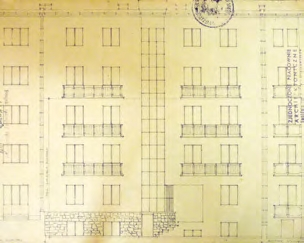

W piśmie z 26 kwietnia 1950 roku Departament Budownictwa PKO zwrócił się do Wydziału Inspekcji Budowlanej Warszawy z propozycją uzgodnienia zmian w okładzinie fasady budynku przy ul. Tamka 5. Komisja ustaliła, że płyty kamienne na pierwszym i częściowo drugim piętrze są mocno uszkodzone i nie nadają się do remontu, proponując ich ponowne użycie na parterze. 9 maja 1950 roku inspekcja budowlana wyraziła zgodę, pod warunkiem że okładzina zostanie uzupełniona na obu fasadach na jednym poziomie. Później wydano tymczasowe zezwolenia na zachowanie dwóch pasów piaskowca od strony ulicy Smulikowskiego do końca 1951 roku. Później płyty zostały niedbale zdjęte, w wyniku czego od strony ulicy Smulikowskiego powstały dwa wyróżniające się pasy i wystające kotwy bliżej północnej krawędzi domu.

## Architektura

### Styl i cechy charakterystyczne

Tablica z inicjałami Pniewskiego

Jest to narożne modernistyczne założenie w duchu funkcjonalizmu romantycznego, składające się z dwóch przecinających się brył – pięciopiętrowej od strony ul. Tamka i czteropiętrowej od strony ul. Smulikowskiego. Parter i fasada budynku mają wysokość do drugiego poziomu z wystającą krawędzią od strony ul. Tamka. Obecnie fasada parteru jest obłożona piaskowcem. Na ścianach znajdują się również panele z inicjałami Pniewskiego, co według Marka Czapelskiego, badacza jego twórczości, może świadczyć o „szczególnym zadowoleniu architekta przy realizacji tego projektu” (M. Czapelski, Bohdan Pniewski – warszawski architekt XX wieku, Warszawa 2008, s. 135).
Dom zawiera wiele kutych elementów: lampy dwóch rodzajów, dwie tabliczki adresowe, oryginalną klatkę schodową. Do 2 piętra zachowały się oryginalne drzwi, klamki i tabliczki z numerem mieszkania.

### Płaskorzeźba jelonka

Zdjęcie płaskorzeźby z czasopisma Świat 1939 r.

Płaskorzeźba jelonka znajduje się na północnej stronie budynku na gładkim wykuszu na wysokości 1(2) piętra i jest symbolem domu. Została wykonana przez jednego z wybitnych polskich rzeźbiarzy Józefa Klukowskiego, który do tego momentu zdobył kilka medali na Olimpiadzie w konkursach sztuki.
Na płaskorzeźbie przedstawiono jelenia – samca, zadzierającego głowę, demonstrującego duże poroże. Je on kawałek zieleni. W tle widać drzewa i zieleń. Jeleń stoi na skale nad falami.
Na fotografii z czasopisma Świat z 1939 roku można również zobaczyć wcześniejsze zdjęcie płaskorzeźby i fragmenty płyt, które były szlifowane na gładko z piaskowca.
Brązowa kopia płaskorzeźby jest przechowywana w Polskim Muzeum w USA w Chicago.
Prowadzona jest dyskusja, oparta na wspomnieniach mieszkańców, o istnieniu utraconych elementów płaskorzeźby, ale wersja ta nie ma potwierdzenia w dokumentach. Istnieje również wersja, że nie jest to jeleń, lecz łania.

Współczesny widok płaskorzeźby
Brązowa kopia w muzeum w Chicago
Widok ogólny z płaskorzeźbą

## Znani mieszkańcy

### Iwo Gall

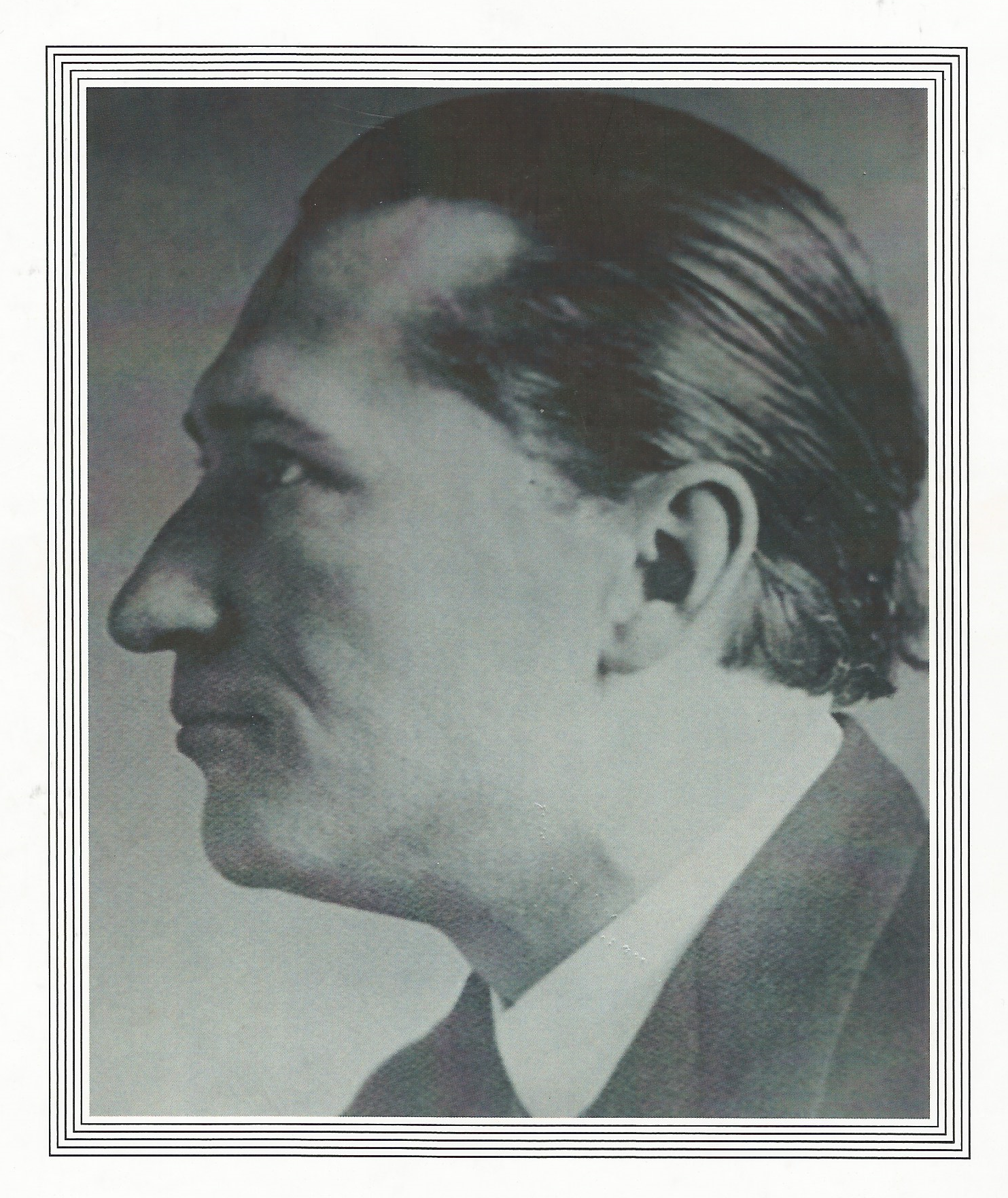
Iwo Gall

W domu mieszkał znany działacz teatralny Iwo Gall wraz z żoną Haliną. Podczas okupacji zorganizował w swoim mieszkaniu tajne studio dramatyczno-teatralne – „Studio Iwo Galla”. Iwo mieszkał od strony ul. Smulikowskiego. W 1941 roku pojawiły się pierwsze prośby o prowadzenie lekcji. Ostatecznie uformowała się znaczna grupa: Hanna Sewer (inicjatorka przyszłego „Studia Iwo Galla”), Renata Kossobudzka, Jadwiga Karczewska, Maryla Kochańska, Maria Zakrzewska, Krystyna Dłuszyńska, Barbara Fijewska, Wanda Maliszewska, Stanisława Gromadzka, Zofia Perczyńska, Diana Srzednicka, Melania Klaczyńska, Joanna Siebauer, Nina Januszewska, Sylwia Łakomska, Barbara Krafftówna i Danuta Mancewicz, Bohdan Fidziński, Leopold Maliszewski, Włodzimierz Kwaskowski, Jerzy Michalewicz, Maciej Maciejewski, Wiktor Arnoldt. Ponadto Iwo szkolił jeszcze siedmiu młodych architektów-scenografów.
Zgodnie z zarządzeniami władz niemieckich w domu miał być stróż. Ponieważ budynek należał do Izby Lekarskiej, rolę tę objął administrator z ramienia izby, inżynier Kazimierz Kerzkowski. Był on świadomy pracy studia i ostrzegał o każdym pojawieniu się Niemców. Praca artystów zaczynała się o 8:00 rano i trwała cały dzień, praktycznie do rozpoczęcia godziny policyjnej. Uczestnicy zajęć pracowali nad dykcją, głośnym czytaniem, analizą tekstu i próbami scenicznymi. W listopadzie 1943 roku odbył się pierwszy pokaz fragmentów utworów, a następnie kolejne, m.in. w mieszkaniu rodziny Zabielskich piętro niżej.

### Irena Romanowska

Irena Romanowska

Pani Irena, znana w czasie wojny, odznaczona medalami pielęgniarka, podczas wojny pracowała w Warszawie w Szpitalu Ujazdowskim. Była żołnierzem Armii Krajowej (pseudonim: Irena), zajmowała się dywersją i rozprowadzaniem prasy podziemnej. Podczas powstania warszawskiego Irena była niezwykle aktywna: jej mieszkanie służyło jako miejsce pracy radiostacji, przechowywania broni i lokalny sztab do prowadzenia zebrań.

## Współczesny stan

### Obecny stan i otoczenie
Obecnie na niższych piętrach znajdują się głównie biura, a na parterze mieści się przedszkole. Prowadzone są dyskusje na temat przywrócenia pierwotnego wyglądu budynku z fasadami z piaskowca. Zaproponowano choćby częściowe odtworzenie fasady od strony ulicy Tamka, aby stworzyć piękną oprawę dla płaskorzeźby jelenia, jednak na rok 2024 fasada wciąż nie została odnowiona.
W 2008 roku przy bramie odbyła się wystawa prac Stanisława i Bogny Hiszpańskich.
W budynku odtworzono oryginalną tabliczkę adresową i zainstalowano windę.